# Sémiologie de l'espace
La sémiologie de l'espace est une discipline qui recouvre à la fois la sémiologie au sens large du terme et l'urbanisme tant dans la théorie que la pratique. La sémiologie telle qu'elle est définie par Ferdinand de Saussure est « la science qui étudie la vie des signes au sein de la vie sociale ». Elle est donc appliquée non seulement au langage et à la linguistique mais aussi à l'art, à l'image, à l'architecture et au design conçus comme langages.
La sémiologie de l'espace se fonde sur le principe d'une saturation de l'espace urbain par des signifiants qui peuvent être lus comme un langage et donc comme porteur de sens.

## Lire la ville
Si l'on considère l'urbanisme comme bien autre chose qu'une réglementation ou un ensemble de techniques d'aménagement de l'espace, il est possible de lire la ville (au sens de logos) dans sa forme, son fonctionnement et sa symbolique. La ville des origines s'écrit par exemple comme une symbolique d'un idéal (le cercle/sacré ou carré/profane) qui serait de vivre ensemble égaux et différents. Ce projet - politique - se traduit alors  par un cercle divisé ou un carré divisé - espace délimité - en quatre part égales : les quartiers. Cette partition en quatre par un cardo et un decumanus débouchent sur quatre portes orientées sur les quatre points cardinaux, symbole - l'écoumène pour Augustin Berque - qui relie l'humanité ou le projet des hommes à l'étendue terrestre ou l'insère dans une perspective ou un projet divin qui vient transcender l'œuvre des hommes en lui donnant sens. Nous retrouvons cet élément symbolique quasiment universel aussi dans le tracé régulateur des plans de villes en Chine comme au Japon et hérités de la philosophie de Zou Yan.
Une sémiologie de l'espace se compose à la fois d'une grammaire et d'un vocabulaire au sens développé par exemple par René Pechère (1909-2002) dans sa Grammaire des jardins. L'espace bâti ou l'espace sur lequel l'homme intervient, est saturé de significations. Rares sont cependant les études et plus encore l'enseignement de cette discipline. L'un des textes fondateurs de cette approche est sans doute celui de Françoise Choay intitulé Sémiologie et urbanisme de 1969. Parmi les contributions au développement d'une approche sémiologique de l'espace, on peut citer les travaux et le cours de Gobindo Chaudury à l'École d'architecture de Paris-La Villette sur l'architecture sacrée. C'est dans ce domaine de l'architecture sacrée que l'on trouve les archétypes symboliques les plus étudiés, on peut toutefois compléter ces études par Espace Langage Architecture de Karim Daoudi dans lequel l'on retrouve un déroulé de la grammaire, syntaxe et vocabulaire de l'Architecture.
Le développement à l'ensemble de l'espace urbain avec un référentiel qui emprunte aux diverses cultures a été inauguré par Alexandros Lagopoulos. La sémiologie de l'espace s'applique aussi aux récits et mythes fondateurs des villes comme aux rites de fondation et de dédicace. Dans l'Antiquité, tracer le plan d'une ville n'était pas un acte anodin dans la mesure où par cet acte de création l'homme pouvait rivaliser avec les dieux, aussi convenait-il de placer la ville sous la protection de divinités tutélaires après quelques sacrifices et prières. Les Romains qui fondèrent de nombreux établissements à travers toute l'Europe faisaient tracer leurs plans sur le terrain par des géomètres utilisant la groma, géomètres qui étaient aussi prêtres.

## Référentiels
L'analyse sémiologique des villes renvoie à une culture, voire un contexte historié, même s'il y a souvent utilisation d'éléments symboliques pour une large part universels.
Pour comprendre le référentiel occidental qui se fonde sur la Bible, il faut se reporter aux travaux de Jacques Ellul et son ouvrage fondateur Sans feu ni lieu (sans foi ni loi) qui analyse l'ensemble du discours biblique sur la grande ville, celle qui sera châtiée au moment du jugement divin. La ville, sitôt l'homme sorti du Jardin d'Eden, serait la seule perspective donnée à l'homme pour parvenir à sa propre humanité en mettant en place les conditions même de l'altérité, de l'ouverture à l'autre, celui qui est radicalement différent de soi comme l'analyse François-Xavier Tassel. En cela elle serait « civilisatrice », le mot même évoque la Cité - civis en latin. Dans cette perspective, in fine, ce qui est promis à l'Homme, ce n'est pas le retour dans un jardin d'Eden, un Paradis, mais dans une ville, une ville idéale qui est Dieu : la Jérusalem céleste évoquée au dernier chapitre de l'Apocalypse de Jean qui clôt la Bible dans le canon chrétien. Saint Augustin d'Hippone évoque déjà l'antagonisme de ces deux cités dans son œuvre volumineuse La cité de Dieu. Dans une vision sans doute plus optimiste, Jean-Bernard Racine, professeur à l'Institut de géographie de Lausanne, prolonge les premières analyses de Jacques Ellul. Cet énoncé de la ville conçue comme challenge pour l'homme dans sa quête d'humanité permet de relire autrement les grands mythes fondateurs de la ville comme celui de Babel,.
L'approche sémiologique de la ville ne se limite pas aux modèles occidentaux. Il convient de se référer aux travaux notamment d'Augustin Berque et notamment à son ouvrage sur les villes japonaises. À titre d'exemple, l'axe nord-sud ne s'ouvre pas au nord sur une porte, mais débouche sur le palais de l'empereur, à cheval sur la ville et l'extérieur. En effet, il symbolise là sa nature de « passeur » qui articule deux mondes : le monde terrestre et le monde céleste ; il est dieu sur terre ou représentant de dieu sur la terre. Le palais placé au nord renvoie à l'étoile polaire synonyme alors de repère intangible. Le plan de Changan construite sous la dynastie Tang à partir de 618 par exemple s'inspire de la philosophie Zou.

## Applications
L'approche sémiologique  de l'urbanisme permet d'ouvrir de nouvelles perspectives dans l'analyse des phénomènes urbains moins anciens comme les bastides dans le sud-ouest de la France, un modèle unique et original développé entre le XIIe siècle et le XIVe siècle. Ainsi à travers notamment la constitution de la place centrale et ses modes d'accès par les angles (les cornières), peut-on voir l'expression d'un nouveau mode d'organisation sociale, économique et politique d'une société influencée par les Cathares et qui répugne à mettre en son centre les symboles du pouvoir laïc comme religieux. Le vide apparaît alors comme l'élément permettant la constitution d'une société locale sur des bases égalitaires. Le vide apparaît ainsi comme élément signifiant et constitutif de la cité,. Cela est un élément en commun avec l'approche extrême-orientale de la ville.
La ville contemporaine a conservé pour une large part des éléments issus de sa constitution comme de son évolution, même si aujourd'hui le sens en a été perdu. Certains projets contemporains reprennent, dans l'écriture de la ville ou d'un quartier, des éléments symboliques qui marquent ainsi l'aménagement de l'espace pour lui donner un sens qui, là encore, dépasse les seuls besoins fonctionnels comme Auroville. Les axes, les mises en perspectives, les espaces publics, les monuments... sont autant de signifiants qu'il convient alors d'interpréter dans le contexte d'aujourd'hui sans pour autant en limiter le sens, l'analyse symbolique étant souvent d'ailleurs ambivalente. C'est Augustin Becque qui rappelle que le « lien social ne saurait se passer de sens (...) d'où la nécessité que, par leur matérialité même, les formes de la ville aient un sens qui fonde le social ».
La sémiologie ou sémiotique de l'espace permet de décrire la richesse des phénomènes rapportés à un objet complexe tel que « l'espace » d'une ville, celui d'un parcours symbolique, d'un paysage, d'un ensemble de villes en interaction voire d'une conurbation comme s'y essayent les géographes dans le cadre d'analyses interdisciplinaires.